# 푸에블라 국제공항

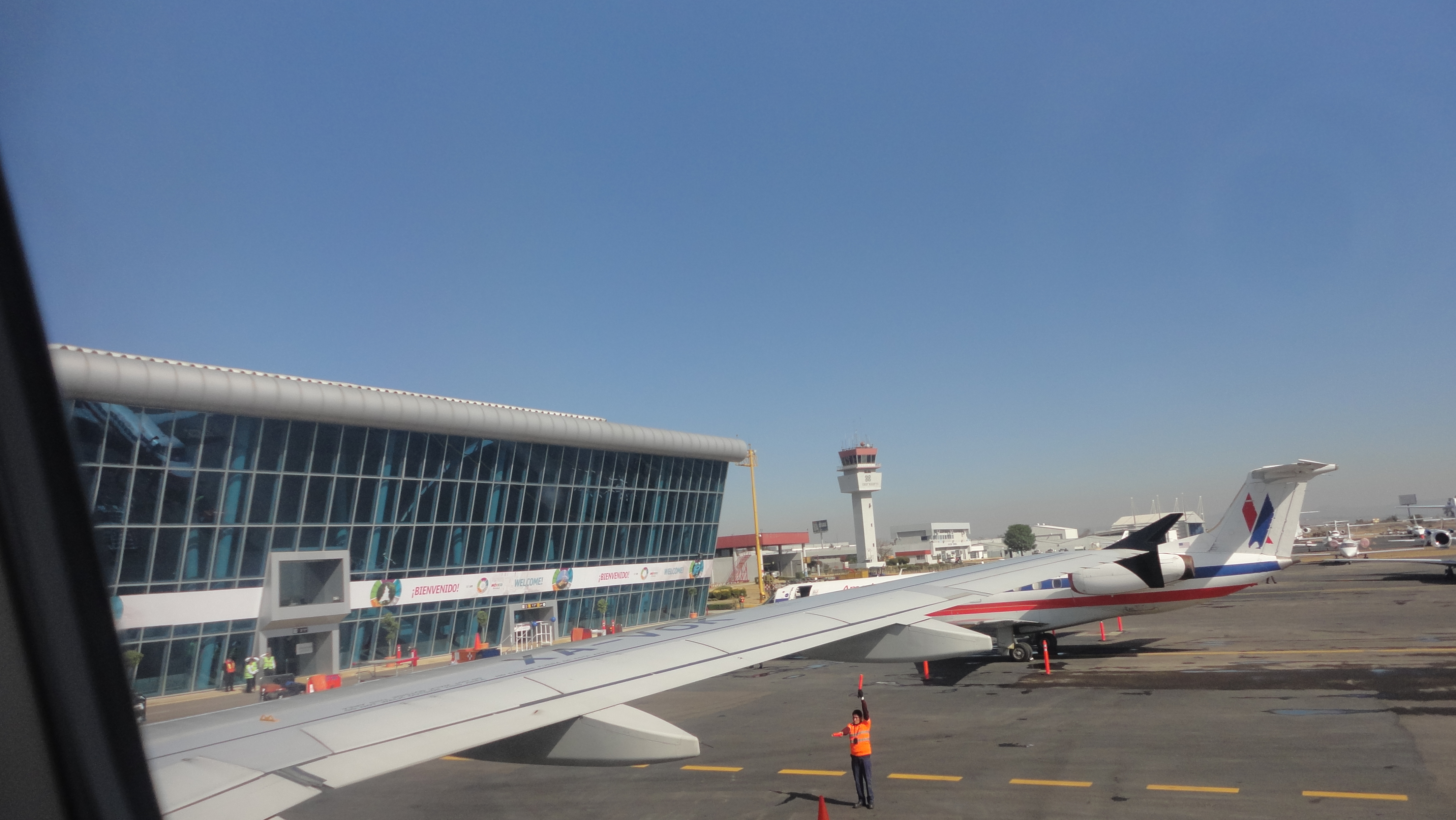

푸에블라 국제공항(Puebla International Airport, IATA: PBC, ICAO: MMPB), 에르마노스 세르단 국제공항(Hermanos Serdán International Airport)은 멕시코 푸에블라주 푸에블라 주변에 위치한 국제공항이다.
멕시코시티 국제공항 등으로 구성된 멕시코시티의 대안 공항의 역할을 한다.
1985년 11월 18일 개항하였다. 멕시코 과달라하라로부터 오는 항공편은 멕시카나 항공 보잉 727이 운용한다.

## 같이 보기
- ICAO 공항 코드 목록: M